# Muntanyes d'Alcoi

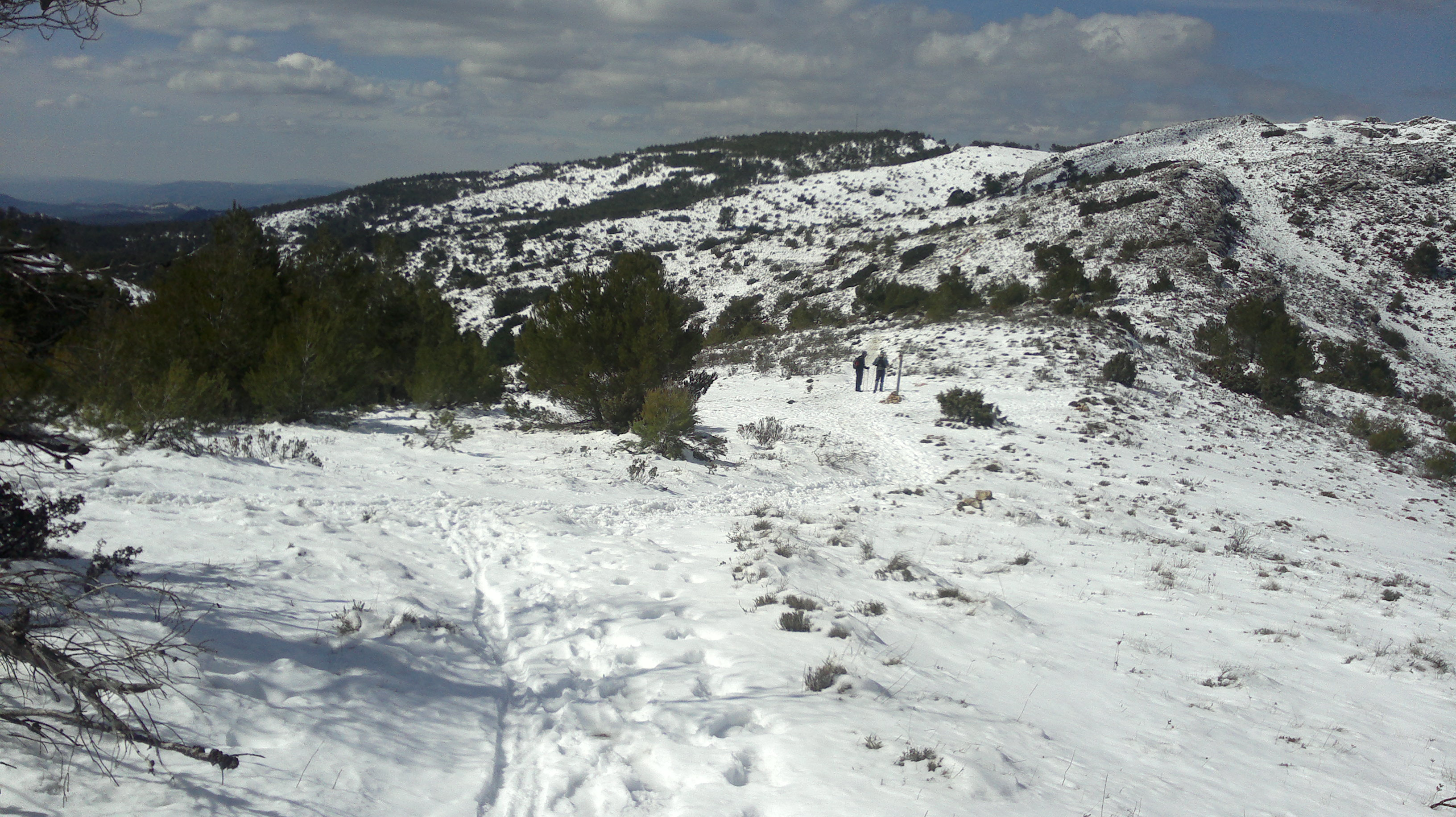
Muntanyes de la Serra Mariola durant una nevada en març de 2013

Les muntanyes d'Alcoi, històricament les muntanyes de Xàtiva i també muntanyes d'Alacant o muntanya d'Alacant (per la província d'Alacant, tot i que aquesta zona muntanyenca s'estén també per sud de la província de València), és un nom que s'aplica genèricament a les muntanyes del sistema Bètic que s'endinsen en territori valencià, i en especial les serres Mariola, Menejador, Penya-Roja i Carrasqueta, és a dir les que es troben més a prop d'Alcoi.
Ocupen les comarques de l'Alt Vinalopó, l'Alcoià, el Comtat, la Vall d'Albaida, i la Costera l'interior de les Marines, i l'extrem nord de l'Alacantí i el Vinalopó Mitjà, i corresponen aproximadament amb les Comarques Centrals del País Valencià o l'antiga Governació de Xàtiva. Deuen el seu nom, doncs, a la ciutat d'Alcoi, que s'hi situa en bell mig.
Fins a finals del segle xix el nom de muntanyes d'Alcoi o simplement la Muntanya s'utilitzava com a topònim comarcal per a referir-se a les comarques de l'Alcoià, el Comtat, els pobles de l'interior de la Marina (els pobles de la Vall de Guadalest), Bocairent i part dels pobles de les Valls de Pego, la qual cosa és una mostra de la unitat cultural que existeix i ha existit sempre entre tots aquests pobles.
El topònim ha donat lloc al títol d'un diari digital destinat a les comarques centrals del País Valencià, Les Muntanyes.